# Nazareth
Nazareth je škotska hard rock zasedba, ustanovljena leta 1968. V zgodnjih sedemdesetih letih so imeli v Angliji veliko uspešnic, dokler niso z albumom Hair of the Dog dosegli svetovne slave. Skupina še vedno koncertira.
Leta 1999 je na turneji umrl originalni bobnar Darrell Sweet, a že naslednji dan je na koncertu bobnal sin basista Pete Agnewa - Lee Agnew (ki je še danes član benda). Originalni kitarist Manny Charlton je skupino zapustil leta 1990.
V letu 2013 se je po 45 letih igranja, snemanja ter nastopanja upokojil tudi originalni pevec Dan McCafferty.

## Diskografija
- Nazareth (1971)
- Exercises (1972)
- Razamanaz (1973)
- Loud 'n' Proud (1973)
- Rampant (1974)
- Hair of the Dog (1975)
- Close Enough for Rock 'n' Roll (1976)
- Play 'n' the Game (1976)
- Expect No Mercy (1977)
- No Mean City (1979)
- Malice in Wonderland (1980)
- The Fool Circle (1981)
- 2XS (1982)
- Sound Elixir (1983)
- The Catch (1984)
- Cinema (1986)
- Snakes 'n' Ladders (1989)
- No Jive (1991)
- Move Me (1994)
- Boogaloo (1998)
- The Newz (2008)
- Big Dogz (2011)
- Rock'n'Roll Telephone (2014)
- Tattooed on My Brain (2018)
- Surviving the Law (2022)

## Trenutna zasedba
- Pete Agnew - bas kitara, vokal (1968–) soustanovitelj
- Jimmy Murrison - kitara (1994–)
- Lee Agnew - bobni, vokal (1999–)
- Linton Osborne - vokal (2014–)

## Nekdanji člani
- Dan McCafferty - vokal (1968-2013) soustanovitelj
- Darrell Sweet - bobni, vokal (1968– umrl 1999) soustanovitelj
- Manny Charlton - kitara (1968–1990) soustanovitelj

- Zal Cleminson - kitara (1978–1980)
- Billy Rankin - kitara (1980–1983, 1990–1994)
- John Locke - klaviature (1980–1982; umrl 2006)
- Ronnie Leahy - klaviature (1994–2002)